# Mahadevdada
Mahadevdada – gaun wikas samiti w środkowej części Nepalu  w strefie Dźanakpur w dystrykcie Sindhuli. Według nepalskiego spisu powszechnego z 2001 roku liczył on 614 gospodarstw domowych i 3846 mieszkańców (1917 kobiet i 1929 mężczyzn).